# 蜆殼電器
蜆殼電器（舊代號：0081.HK）全稱蜆殼電器控股有限公司（Shell Electric Holdings Limited），為香港上市公司，前身為「蜆殼電器工業（集團）有限公司」。現註冊地是香港柴灣利眾街12號蜆殼工業大廈，主席是翁國基。
1952年，来自廣東順德的香港電子工業翁祐家族中已故的翁祐創辦蜆殼電器，1984年在香港交易所上市。2005年，蜆殼電器收購了中國光大集團其下的光大房地產70%的股權，涉足中國大陸房地產開發。
2009年，中國海外發展入股蜆殼電器，而蜆殼電器的非地產業務由原大股東購回。蜆殼電器的上市地位由中國海外宏洋集團取代。

## 業務
現時業務包括生產及銷售電風扇等家庭電器、其它代工業務、物業出租、物業投資及發展、經營計程車業務及資訊科技等。在2008年6月30日，集團僱用了逾4,000名員工。截至2007年12月31日集團年度純利約4.3億港元。

## 外部連結
- 蜆殼電器公司網頁 （页面存档备份，存于）